# Magyarszerdahely
Magyarszerdahely è un comune dell'Ungheria di 561 abitanti (dati 2001). È situato nella contea di Zala.